# Craig Heyward
Craig William Heyward, detto Ironhead (Passaic, 26 settembre 1966 – 27 maggio 2006), è stato un giocatore di football americano statunitense che ha giocato nel ruolo di running back nella National Football League. Al college giocò a football a Pittsburgh.

## Carriera professionistica
Heyward fu scelto come 24ª assoluto nel Draft NFL 1988 dai New Orleans Saints. La sua miglior stagione la disputò nel 1995 come membro degli Atlanta Falcons quando corse un primato in carriera di 1 087 yard, venendo convocato per il unico Pro Bowl.

## Palmarès
- Convocazioni al Pro Bowl: 1

1995

## Vita privata
Due dei quattro figli di Heyward, Cameron e Connor, giocano entrambi nella NFL per i Pittsburgh Steelers.